# بخش باکسویل، شهرستان مارشال، مینه سوتا
بخش باکسویل (به انگلیسی: Boxville Township) یک منطقهٔ مسکونی در ایالات متحده آمریکا است که در شهرستان مارشال، مینه‌سوتا واقع شده‌است.
 بخش باکسویل ۲۱٫۷ کیلومتر مربع مساحت و ۳۱ نفر جمعیت دارد و ۲۵۶ متر بالاتر از سطح دریا واقع شده‌است.